# DirecTV-6
DirecTV-6, ursprünglich bekannt als Tempo 2, war ein Fernsehsatellit, welcher HDTV-Fernsehen für DirecTV-Nutzer in Nordamerika bot.

## Geschichte

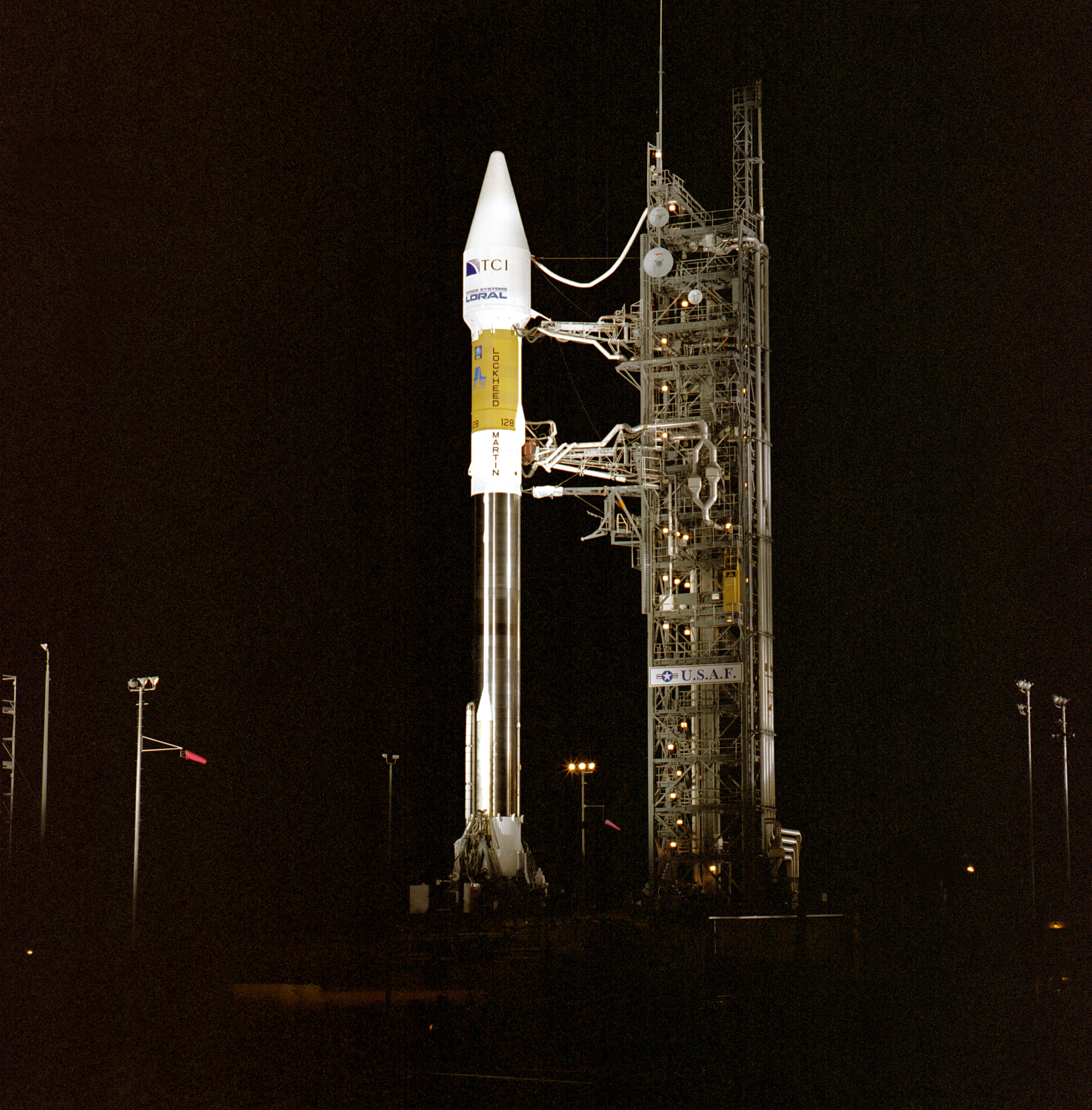
Die Atlas-II-Rakete vor dem Start

Der Satellit wurde, genau wie sein Schwestersatellit Tempo 1, ursprünglich als Tempo 2 für den US-amerikanischen Satellitenbetreiber TeleCommunications Satellite, Inc. gebaut. Vor dem geplanten Start des Satelliten verlor das Unternehmen jedoch durch eine Auktion die Lizenzrechte für die geostationäre Position bei 110° West.
Der Start erfolgte dann am 8. März 1997 auf einer Atlas-II-Trägerrakete von der Cape Canaveral Air Force Station in einen geostationären Transferorbit. Tempo 2 wurde vorerst in eine Parkposition bei 118,8° West gebracht und blieb dort inaktiv. Im April 1997 wurde der Satellit von einem Sonnensturm getroffen, woraufhin drei Transponder ausfielen und die Solarpanele beschädigt wurden. Dies wirkte sich stark auf seine geplante Lebenszeit aus. Des Weiteren erlitt er drei Totalausfälle, konnte jedoch jedes Mal reaktiviert werden.
Im Jahr 1999 kaufte das Telekommunikationsunternehmen DirecTV beide Tempo-Satelliten zusammen mit den Rechten an der 110-West°-Position. Im August 2001 wurde Tempo 2 in DirecTV-6 umbenannt und nach 110° West verschoben.
Im August 2006 wurde er außer Betrieb genommen und in einen Friedhofsorbit manövriert.

## Technische Daten
Space Systems/Loral baute Tempo 2 auf Basis ihres SSL-1300-Satellitenbusses. Er war mit 32-Ku-Band-Transpondern ausgestattet und wurde durch zwei große Solarmodule und Batterien mit Strom versorgt. Er war dreiachsenstabilisiert und besaß ursprünglich eine geplante Lebensdauer von 15 Jahren, welche er um 6 Jahre verfehlte.